# Austropyrgus colensis
Austropyrgus colensis е вид коремоного от семейство Hydrobiidae. Видът е почти застрашен от изчезване.

## Разпространение
Разпространен е в Австралия (Виктория).